# Challenger de Nápoles 2013
El torneo Tennis Napoli Cup 2013 es un torneo profesional de tenis. Pertenece al ATP Challenger Series 2013. Se disputará su 17.ª edición sobre tierra batida, en Nápoles, Italia entre el 29 de abril y el 5 de mayo de 2013.

## Jugadores participantes del cuadro de individuales

### Cabezas de serie
| País                 | Jugador                     | Rank1 | Favorito |
| -------------------- | --------------------------- | ----- | -------- |
| Bandera de Eslovenia | Blaž Kavčič                 | 84    | 1        |
| Bandera de Francia   | Adrian Mannarino            | 107   | 2        |
| Bandera de Francia   | Marc Gicquel                | 118   | 3        |
| Bandera de Italia    | Filippo Volandri            | 122   | 4        |
| Bandera de Francia   | Jonathan Dasnières de Veigy | 149   | 5        |
| Bandera de Alemania  | Julian Reister              | 154   | 6        |
| Bandera de Serbia    | Dušan Lajović               | 155   | 7        |
| Bandera de Alemania  | Bastian Knittel             | 184   | 8        |

- 1 Se ha tomado en cuenta el ranking del 22 de abril de 2013.

### Otros participantes
Los siguientes jugadores recibieron una invitación (wild card), por lo tanto ingresan directamente al cuadro principal:
- Riccardo Bellotti
- Edoardo Eremin
- Blaž Kavčič
- Gianluigi Quinzi

Los siguientes jugadores ingresan al cuadro principal como alternativos:
- Leandro Migani

Los siguientes jugadores ingresan al cuadro principal tras disputar el cuadro clasificatorio:
- Marco Cecchinato
- Omar Giacalone
- Wesley Koolhof
- Andreas Vinciguerra
- Nikola Čačić (perdedor afortunado)
- Walter Trusendi (perdedor afortunado)

## Jugadores participantes en el cuadro de dobles

### Cabezas de serie
| País                        | Jugador         | País                        | Jugador        | Rank1 | Favorito |
| --------------------------- | --------------- | --------------------------- | -------------- | ----- | -------- |
| Bandera de Estados Unidos   | James Cerretani | Bandera de Canadá           | Adil Shamasdin | 158   | 1        |
| Bandera de Italia           | Stefano Ianni   | Bandera de Italia           | Potito Starace | 199   | 2        |
| Bandera de Australia        | Jordan Kerr     | Bandera de Brasil           | André Sá       | 202   | 3        |
| Bandera de los Países Bajos | Stephan Fransen | Bandera de los Países Bajos | Wesley Koolhof | 508   | 4        |

- 1 Se ha tomado en cuenta el ranking del 22 de abril de 2013.

## Campeones

### Individual Masculino
- Potito Starace derrotó en la final a  Alessandro Giannessi por 6-2, 2-0 retiro.

### Dobles Masculino
- Stefano Ianni /  Potito Starace  derrotaron en la final a  Alessandro Giannessi /  Andrey Golubev, 6–1, 6–3